# Pluskałowce
Pluskałowce (biał. Плюскалоўцы, Pluskałoucy, ros. Плюскаловцы, Pluskałowcy) – wieś na Białorusi, w obwodzie grodzieńskim, w rejonie brzostowickim, w sielsowiecie brzostowickim. Położona jest 54 km na wschód od Białegostoku, 5 km od granicy polsko-białoruskiej, na północnym brzegu rzeki Ciecierówki.

## Układ przestrzenny
Wszystkie budynki we wsi zlokalizowane są wzdłuż jednej, lokalnej drogi, biegnącej ze wschodu na zachód. Na wschodnim krańcu miejscowości odchodzi na południe droga do sąsiedniej wsi Szelepki. Na południe od wsi przepływa niewielka rzeka Ciecierówka.

## Historia
Wieś magnacka położona była w końcu XVIII wieku  w powiecie grodzieńskim województwa trockiego. 
W czasach zaborów wieś w granicach Imperium Rosyjskiego, w guberni grodzieńskiej, w powiecie grodzieńskim, w gminie Brzostowica Wielka. W 1902 r. miała powierzchnię 464 dziesięcin (ok. 506,9 ha). Od 1919 r. w granicach II Rzeczypospolitej. 7 czerwca 1919 roku, wraz z całym powiatem grodzieńskim, weszła w skład okręgu wileńskiego Zarządu Cywilnego Ziem Wschodnich – tymczasowej polskiej struktury administracyjnej. Latem 1920 roku zajęta przez bolszewików, następnie odzyskana przez Polskę. 20 grudnia 1920 roku włączona wraz z powiatem do okręgu nowogródzkiego. Od 19 lutego 1921 roku w województwie białostockim, w powiecie grodzieńskim, w gminie Brzostowica Wielka. W 1921 r. składała się z 19 domów mieszkalnych i 12 zamieszkanych zabudowań innego typu.
W wyniku napaści ZSRR na Polskę we wrześniu 1939 r. miejscowość znalazła się pod okupacją sowiecką. 2 listopada została włączona do Białoruskiej SRR. 4 grudnia 1939 r. włączona do nowo utworzonego obwodu białostockiego. Od czerwca 1941 roku pod okupacją niemiecką. 22 lipca 1941 r. włączona w skład okręgu białostockiego III Rzeszy. W 1944 roku ponownie zajęta przez wojska sowieckie i włączona do obwodu grodzieńskiego Białoruskiej SRR. Od 1991 r. w składzie niepodległej Białorusi.

## Demografia
Według spisu powszechnego z 1921 roku, wieś zamieszkana była przez 182 osoby, w tym 171 Białorusinów i 11 Polaków. Prawosławie wyznawało 171 osób, katolicyzm – 11.